# سينارة آكلة الصنوبر
سينارة آكلة الصنوبر (الاسم العلمي: Cinara pinivora) هي نوع من الحشرات يتبع جنس السينارة من الفصيلة المنية.